# Estadio Sergio León Chávez
El estadio Sergio León Chávez  es el estadio del Club Deportivo Irapuato, que se ubica en la Ciudad de Irapuato, Estado de Guanajuato, México. Es sede de los Freseros del Irapuato, equipo de la Segunda División de México. Fue nombrado en un principio como Estadio Irapuato, denominación que perduraría hasta el 4 de enero de 1990 cuando se realiza la modificación al nombre del estadio por el de "Sergio León Chávez", en reconocimiento a la labor del expresidente del Club Irapuato que gestionó la construcción del estadio.

## Historia
La ciudad de Irapuato contaba con el Estadio Revolución como sede del equipo de la trinca fresera del Irapuato desde 1938 en el sector amateur y hasta la década de 1960. La directiva en 1968 quiso un nuevo estadio ante la imposibilidad de ampliar el Revolución por su diseño artesanal. Los trámites avalaron la edificación en una sección del antiguo vivero Revolución Mexicana colindante con el estadio Revolución, los trabajos se realizaron en 1968.
El 27 de octubre de 1968, la directiva del Irapuato invitó a la Selección Olímpica Española que compitió en los Juegos Olímpicos México 1968 para un partido de exhibición, el objetivo era comprobar el estado del terreno de juego, la afición abarroto el inmueble nuevo para ver la derrota del Irapuato por 2 a 8. El primer gol lo anotó el Capitán Juan Manuel Asensi del seleccionado ibérico y parcialmente empató Marco Antonio Sánchez Moya de los freseros; el arbitraje estuvo a cargo de Gonzáles Archundia. Este juego no se reconoce como oficial pero fue el primer partido celebrado en el estadio.
La inauguración oficial del "Estadio Irapuato" se realizó el 23 de marzo de 1969 con un partido entre el Irapuato y la selección nacional mexicana que se estaba preparando para el mundial de 1970. La selección mexicana salió victoriosa con marcador de 4 goles a 1, el primer gol oficial lo anotó Javier Fragoso, el arbitraje corrió a cargo de Abel Aguilar. Cabe mencionar que en este partido inaugural oficial estuvo presente Guillermo Cañedo de la Bárcena, quien fue el principal impulsor de la Copa del Mundo en México.
Otro juego de corte internacional celebrado en el inmueble fue la visita de Brasil en 1970 previo a su participación en la copa mundial de 1970 para disputar un juego amistoso con Irapuato, los cariocas ganaron 2-0 con el recuerdo que sobre su césped actuó el mítico Pelé.
El Estadio Irapuato tuvo una capacidad original de 16,000 espectadores. Hacia 1978 cuando Irapuato perdió la final de ascenso ante el Club Zacatepec ocurrieron varios hechos violentos por parte de la afición fresera en represalia, entre otros una fenomenal invasión al terreno de juego y el saqueo de la utilería de ambos clubes.
Para 1983 Irapuato fue elegida una de las sedes del mundial juvenil de 1983, durante ese evento se confirmó que la ciudad obtuvo una sede para la Copa del Mundo de 1986 lo que obligó a la ampliación del estadio a 30 000 lugares. Con motivo de este acontecimiento se programó un juego entre la Selección Mexicana que participaría como anfitriona del Mundial y el Deportivo Cruz Azul celebrado el 29 de septiembre de 1985 el cual perdió la selección 2-1.
Durante la víspera del mundial en Irapuato hicieron entrenamiento las selecciones de la Unión Soviética y Corea del Sur. En la copa mundial de 1986 el estadio albergo 3 partidos de la fase de grupos: el 2 de junio de 1986, la Unión Soviética derrotó 6-0 a Hungría, el 6 de junio Hungría derrotó 2-0 a Canadá, y, finalmente, el 9 de junio la Unión Soviética derrotó 2-0 a Canadá. El Sergio León Chávez es el último estadio en que la selección de Hungría ha participado en un mundial de fútbol (y la de Canadá por 36 años, hasta el 2022).
Hacia 1992 tras el descenso del Irapuato, otro lamentable episodio tuvo lugar en el estadio cuando en las semifinales de Segunda División los freseros quedaron eliminados, la afición enardecida entendiendo favoritismo a los cañeros provocaron una serie de incidentes como enfrentarse a la seguridad causando un incendio en una grada, saquearon los locales, agredieron transeúntes e incendiaron varios automóviles particulares, además los transportes tanto del Irapuato como del Zacatepec fueron destrozados.
En 1994 el alumbrado fue instalado en el estadio por lo cual uno de los primeros juegos nocturnos fue la final de Segunda División contra el Tampico Madero. Cuando Irapuato paso al conglomerado de Televisa en 1995 el Atlante FC programo en total 6 partidos de la Primera División de México entre 1997 a 1999 como local administrativo en el estadio Sergio León Chávez ante su paupérrima convocatoria en la Ciudad de México.
Otro de los episodios negros en la historia del estadio se dio en la Final de Ascenso 2002-03 cuando un comando armado contratado por el entonces dueño del Club León Carlos Ahumada Kurtz llegó al estadio con un helicóptero y vehículos blindados, presuntamente para intimidar al equipo Irapuato de dejarse ganar el juego. León ya había sobornado al equipo Lagartos de Tabasco y posiblemente al Tapatío para dejarse ganar previamente sus duelos en la liguilla. Integrantes de la porra "Los Hijos de la Mermelada" con una turba iracunda fueron a recuperar el estadio por la fuerza armados con palos, piedras, herramientas y hasta un arma de fuego; los secuestradores huyeron de inmediato y el juego de ascenso se celebró dando la victoria deportiva al Irapuato. Lamentablemente, esta franquicia del club Irapuato terminaría por desaparecer al quedar al descubierto que el club no era propiedad de Kléber Mayer, sino de Tirso Martínez, narcotraficante ligado al cártel de Sinaloa.

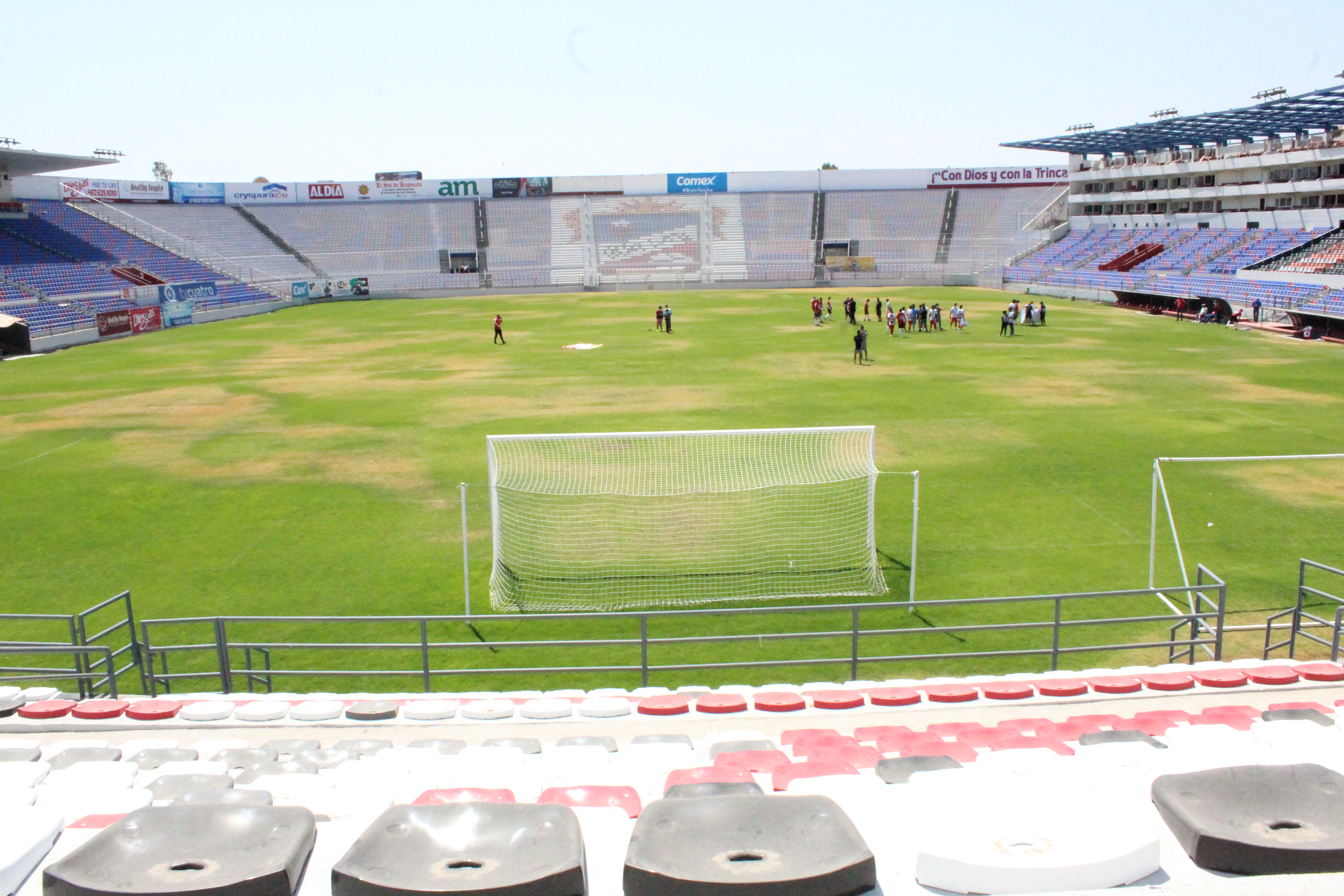
Zona este del estadio después de la primera etapa de remodelación en 2021, esta zona es utilizada por la porra de animación denominada "Los Hijos de la Mermelada"

Por mucho tiempo el estadio se encontró en una situación de descuido, las directivas de clubes del refundado Irapuato que posteriormente llegaron solían endeudarse con el ayuntamiento que procedía a clausurarles obligando a tales clubes a huir a otros lugares como Zacatepec y Los Mochis. En 2016 se anunció unas obras de remodelación y adecuación del estadio también con la intención de cumplir los nuevos estándares de la Liga MX y pueda el equipo regresar a los primeros planos al atraer inversionistas serios.
Para 2020, se anuncia la remodelación del estadio de la mano del gobierno estatal y municipal, causando polémica debido a que el estadio es propiedad privada. En julio, durante la presentación de la nueva directiva encabezada por la familia San Román, Ricardo Ortiz, alcalde de Irapuato, menciona que el estadio pasa a ser usufructuado al municipio por 25 años, para garantizar el uso. Además, se llegó a un acuerdo con Club Deportivo Irapuato AC para liquidar el adeudo del predial que se mantiene desde 2004.
Pleito legal y daños en el estadio
El gusto por un estadio remodelado y un nuevo equipo no duro por mucho tiempo, en 2021 tras el campeonato en Liga Premier MX y el no ascenso de Irapuato a Liga de Expansión MX, provocó otra novela en la historia del futbol local: Javier San Román (presidente del Club Irapuato y posteriormente Director técnico del club) decide no seguir participando en el futbol mexicano tras la negativa de ascenso, Fernando San Román (padre de Javier y dueño de Proyecto Tecamachalco 2000) fue inhabilitado en la Federación Mexicana de Futbol por violar el código de ética tras sus dichos en el programa Futbol Picante de ESPN donde acusó a Alejandro Irarragorri de haberlo despojado del Tampico Madero Futbol Club e intervenir para negar la certificación al Club Irapuato. Más tarde, Club Deportivo Irapuato A.C. denuncio una serie de irregularidades con la remodelación del estadio, acusando a Ricardo Ortiz (entonces alcalde de Irapuato) y al regidor y ex-árbitro profesional Francisco Chacón, de desviar recursos públicos asignados para la remodelación del estadio y denunciando el incumplimiento en la obra al no ser remodelado los palcos y butacas del estadio.
Ante esto, Ricardo Ortiz y Francisco Chacón desmintieron las acusaciones y llamo a Juan Manuel Albo (presidente del Club Deportivo Irapuato A.C.) como el "cáncer del futbol irapuatense". En una entrevista a un medio deportivo local, el entonces alcalde declaró que buscarían otras opciones viables para Irapuato en el tema futbolístico y anuncio la ruptura con Proyecto Tecamachalco 2000, pero surge otro problema: Fernando San Román se negó a entregar el estadio  y aseguro tener la posesión del inmueble por 7 años, mientras que el municipio asegura que el convenio fue por un año con derecho a renovar a 7 años si se conseguía el ascenso a la siguiente categoría, mismo que no se cumplió. Esto desencadeno un proceso legal donde también se suma Club Deportivo Irapuato A.C. donde demanda la disolución del usufructo por 25 años al municipio, argumentando el incumplimiento de la remodelación. Dicho proceso hasta la fecha no ha sido solucionado.
La tarde del 31 de julio tras celebrarse una final amateur femenil, una fuerte tormenta y una corriente de aire provocó la caída de árboles y espectaculares en la ciudad, lo cual afecto seriamente al estadio. Los fuertes vientos levantaron una parte de la estructura de láminas de la zona norte del estadio, quedando la estructura colgando hacia la parte trasera del estadio y afectando al inmueble, tras este accidente no hubo lesionados ya que el partido celebrado culminó tres horas antes del suceso metrológico.
Tras el derrumbe del techo del estadio, el municipio declaró que se realizaría un peritaje a cargo de la Universidad de Guanajuato, mientras que Club Deportivo Irapuato A.C. anuncio un peritaje externo. Tras varios peritajes por parte de la A.C. y el municipio, en 2022 la alcaldesa Lorena Alfaro anuncio un último peritaje donde se concluyó que el daño fue provocado por mala calidad de las obras.
En 2022, la alcaldesa Lorena Alfaro realizó varias declaraciones donde afirma que Fernando San Román no tiene voluntad de ceder el estadio además de asegurar que no negociaran una permanencia, pues la franquicia que pretendía ceder San Román a una empresa local no era viable ante FMF.
A principios del 2023, tras las intervenciones del gobernador del estado Diego Sinhue, las demandas entre Grupo Proyecto Tecamachalco 2000, Club Deportivo Irapuato A.C. y el gobierno de Irapuato fueron desistidas al llegar a un acuerdo: El municipio disolvió el acuerdo de usufructo por 25 años del estadio, mientras que Grupo Tecamachalco devolvió las instalaciones del mismo y se regresaba a Club Deportivo Irapuato A.C.  Todo esto con el fin de garantizar el regreso del futbol profesional a la ciudad.
Sin embargo, el gobierno del estado anunció que volvería a invertir en el estadio siempre y cuando este garantizado el regreso del futbol profesional, para esto a finales del mes de junio de 2023, la Liga Premier de México confirmó la participación de Club Irapuato en dicha división a cargo de la empresa Healthy People. Sin embargo aun queda pendiente la firma del usufructo para que el municipio nuevamente tenga en posesión el estadio y así invertir en la remodelación.

## Localización
El inmueble se ubica en una de las esquinas de los cruces de las avenidas Vicente Guerrero norte y Lázaro Cárdenas oriente, perteneciente a la colonia Rodríguez, en el sector Chinacos. En las inmediaciones de la zona dorada de la ciudad de Irapuato, la zona financiera y de comercio de la ciudad. Ocupa los terrenos que alguna vez fueron el vivero revolución, en sus cercanías se encuentran dos parques urbanos, una plaza de toros y el antiguo estadio municipal revolución el cual desde 2014 ya desapareció para edificarse el parque recreativo Irekua.
El Estadio Sergio León Chávez cuenta con las siguientes secciones:
- Cabeceras: Ubicadas atrás de las porterías oriente y poniente.
- Preferente puerta 7: Ubicadas al costados norte de la cancha.
- Plateas: Ubicadas a los costados de la cancha, en el segundo nivel.
- Palcos norte y sur: Ubicados a los costados de la cancha, en los niveles tercero y cuarto.
- Sala de prensa

El Estadio cuenta además con área comercial que incluye restaurantes, boutiques, bares, antros y demás servicios y se encuentra muy cerca de los principales atractivos de la zona dorada de la ciudad.

## Historial de cambios y remodelaciones
Desde su construcción, el estadio se ha sometido a diversos cambios con el fin de mejorar o adaptar el estadio conforme a los estatutos de la Federación Mexicana de Futbol y mejorar la experiencia de los aficionados.
Primera remodelación
La primera remodelación que se sometió el estadio fue en 1984 cuando Irapuato surgió como sede emergente de la Copa Mundial de Fútbol de 1986 luego de que el Estadio Morelos le fuera retirada la sede por problemas con la remodelación.
El Estadio Irapuato contaba originalmente con una capacidad de 16 000 espectadores y una sola zona de palcos por lo que tuvo que someterse a una gran remodelación con tal de cumplir los requisitos de la FIFA.
Se creó una nueva zona de palcos y plateas, se ampliaron las cabeceras una zona de prensa y medios. La creación de taquillas y la mejora de vestidores. La instalación de un marcador Seiko quien fue el patrocinador del certamen.
Primeros cambios menores
Con la llegada de Grupo Televisa a Irapuato, se realizaron algunos cambios en el estadio con la instalación del alumbrado en 1994, el cual no contaba desde su construcción y para el mundial no fue requerido debido a que los partidos se disputaron a medio día.
Más tarde, Televisa sede a los equipos de Irapuato y Atlante a Grupo Pegasso, tras el ascenso de Irapuato en el 2000, se instala un marcador digital en una de las esquinas del estadio, con el fin de cubrir la publicidad del restaurante McDonald's que se encuentra en contra esquina del estadio y evitar que aparezca en la transmisión de los partidos.
Tras la mudanza de Irapuato a Veracruz y la llegada de una nueva franquicia al año siguiente, el estadio no sufrió alguna nueva modificación.
Segundos cambios menores
En 2011 bajo el equipo "Irapuato por Siempre" se realizaron mejoras al estadio debido al mal estado en el que se encontraba por los años que duro el estadio sin equipo.
Las mejoras fueron las siguientes:
- Se retiraron estructuras metálicas que fungían como publicidad y balcones que sirvieron para colocar cámaras durante el mundial de México 86.
- Las astas bandera que se encontraban en la cancha fueron trasladadas al exterior del estadio
- Tras el incidente en el Estadio Corona (TSM) donde se suscito una balacera a las afueras del estadio, la Federación Mexicana de Futbol ordenó a todos los estadios retirar toda reja que dividía las gradas con la cancha, por lo que el Estadio Irapuato tuvo que retirar la malla y reducir la barda para una mejor vista.
- Se remodelaron vestidores, oficinas, gimnasio, palco de transmisión y sala de prensa.
- Se crea un nuevo palco denominado "Trinca Bar", el cual se encontraba en la zona de palcos sur del estadio y ofrecía desde bebidas hasta alimentos, anteriormente era el palco presidencial que fue utilizado para el mundial de México 86.
- Al exterior del estadio se colocó un letrero luminoso con la leyenda "Estadio Irapuato" y en cada puerta se colocó un número luminoso.

Segunda remodelación.
Por muchos años se intento remodelar el estadio por parte de iniciativa privada, sin embargo Club Deportivo Irapuato A.C. no permitió dicha remodelación. En 2014 la directiva propiedad de Grupo Faharo anuncio la colocación de butacas en el estadio con el fin de cumplir los requisitos de la FMF para poder ascender a Liga MX, cosa que nunca sucedió y al año siguiente abandonarían Irapuato para ir a Guamúchil.
En 2020 se anunció la remodelación del estadio por parte del gobierno municipal y estatal, lo que causó polémica al ser un inmueble privado. La remodelación consistía en:
- Remodelación del exterior
- Cambio de alumbrado a tecnología led
- Remodelación de oficinas, vestidores, gradas, gimnasio y zona de prensa
- Mantenimiento al techo de las zonas norte y sur
- Colocación de butacas
- Creación de zonas para discapacitados.
- Nueva zona de taquillas

La primera etapa concluyó en 2021 la que incluía solo la remodelación de vestidores, oficinas, tribunas, alumbrado y techado.
Tras la polémica del no ascenso del Irapuato a Liga de Expansión, el techo de la zona norte del estadio se desprendió tras una fuerte tormenta que acecho a la ciudad, lo que ocasiono un pleito legal entre municipio y propietarios del estadio, lo que impidió concluir la remodelación del estadio y permaneció en completo abandono durante dos años.
Tercera remodelación
En 2023 tras la disolución de las demandas entre Proyecto Tecamachalco 2000, Club Deportivo irapuato AC y el Gobierno de Irapuato y con la llegada de un nuevo equipo de tercera división de la empresa local de productor naturistas 'Healthy People' se anuncia un nuevo proyecto de remodelación del estadio, el cual pretendía reparar los daños causados previamente.
En 2024 fue anunciado el nuevo proyecto de remodelación el cual consta de lo siguiente:
- Nuevo techo en la zona norte del estadio
- Reparación de las luminarias
- Cubierta exterior del estadio
- Posibilidad a futuro de techar el estadio en su totalidad.
- Ordenamiento de cableado y sistema de gas en locales.

La presentación fue realizada a las afueras del estadio y contó con la conducción del periodista deportivo Antonio Rosique.
Dicha presentación no estuvo exenta de controversia, pues el anuncio se dio en vísperas de campañas electorales y acompañamiento de personalidades del gobierno que contuvieron por un puesto político.
La obra del techo de la zona norte se esperaba que fuera concluido para el mes de julio, en vísperas del Campeonato Sub-20 de la Concacaf de 2024, sin embargo las obras se vieron afectadas debido a la intervención del presidente de Club Deportivo Irapuato AC quien impidió en dos ocasiones las obras de perforación, lo que retraso el inicio del proceso de perforación y cimentación de la estructura.
La cubierta del estadio se pretende que este instalada parcialmente al mes de octubre, mismo mes en el que se presentara en dicho recinto el cantante Luis Miguel.

## Partidos de la Copa Mundial de Futbol Juvenil de 1983
| 8 de junio de 1983 | Costa de Marfil | 0:0 | Uruguay | Estadio Irapuato,                                                    |  |
|                    |                 |     |         | Asistencia: 15.370 espectadores Árbitro(s): Do Ha Lee(Corea del Sur) |  |

| 7 de junio de 1983 | Checoslovaquia           | 3:2 | China          | Estadio Irapuato,                                            |                                                              |
|                    | Dostal 34', 89' Kula 75' |     | Mai 49' Li 56' | Asistencia: 15.370 espectadores Árbitro(s): M. Karim(Baréin) | Asistencia: 15.370 espectadores Árbitro(s): M. Karim(Baréin) |

| 9 de junio de 1983 | China                    | 3:0 | Austria | Estadio Irapuato,                                                            |                                                                              |
|                    | Liu 48' Guo 88' Duan 88' |     |         | Asistencia: 15.370 espectadores Árbitro(s): Christopher Bambridge(Australia) | Asistencia: 15.370 espectadores Árbitro(s): Christopher Bambridge(Australia) |

## Partidos de la Copa Mundial de Fútbol de 1986
| 2 de junio de 1986 | Unión Soviética                                                           | 6:0 (3:0) | Hungría | Estadio Irapuato,                                                  |                                                                    |
|                    | Yakovenko 2' Aleinikov 4' Belanov 24' (p) Yaremchuk 66', 75' Rodionov 80' |           |         | Asistencia: 16.500 espectadores Árbitro(s): Luigi Agnolin (Italia) | Asistencia: 16.500 espectadores Árbitro(s): Luigi Agnolin (Italia) |

| 6 de junio de 1986 | Hungría                 | 2:0 (1:0) | Canadá | Estadio Irapuato,                                                   |                                                                     |
|                    | Esterhazy 2' Detari 75' |           |        | Asistencia: 13.800 espectadores Árbitro(s): Jamal Al-Sharif (Siria) | Asistencia: 13.800 espectadores Árbitro(s): Jamal Al-Sharif (Siria) |

| 9 de junio de 1986 | Unión Soviética         | 2:0 (0:0) | Canadá | Estadio Irapuato,                                                |                                                                  |
|                    | Blokhin 58' Zavarov 74' |           |        | Asistencia: 14.200 espectadores Árbitro(s): Idriss Traore (Malí) | Asistencia: 14.200 espectadores Árbitro(s): Idriss Traore (Malí) |

## Conciertos
El estadio también ha sido sede de conciertos y eventos.
- Concierto EXA
- El Tri 45 Años
- Concierto La Campirana
- Rebelde En concierto
- Juan Gabriel En concierto
- Luis Miguel Tour 2024